# Micrografía

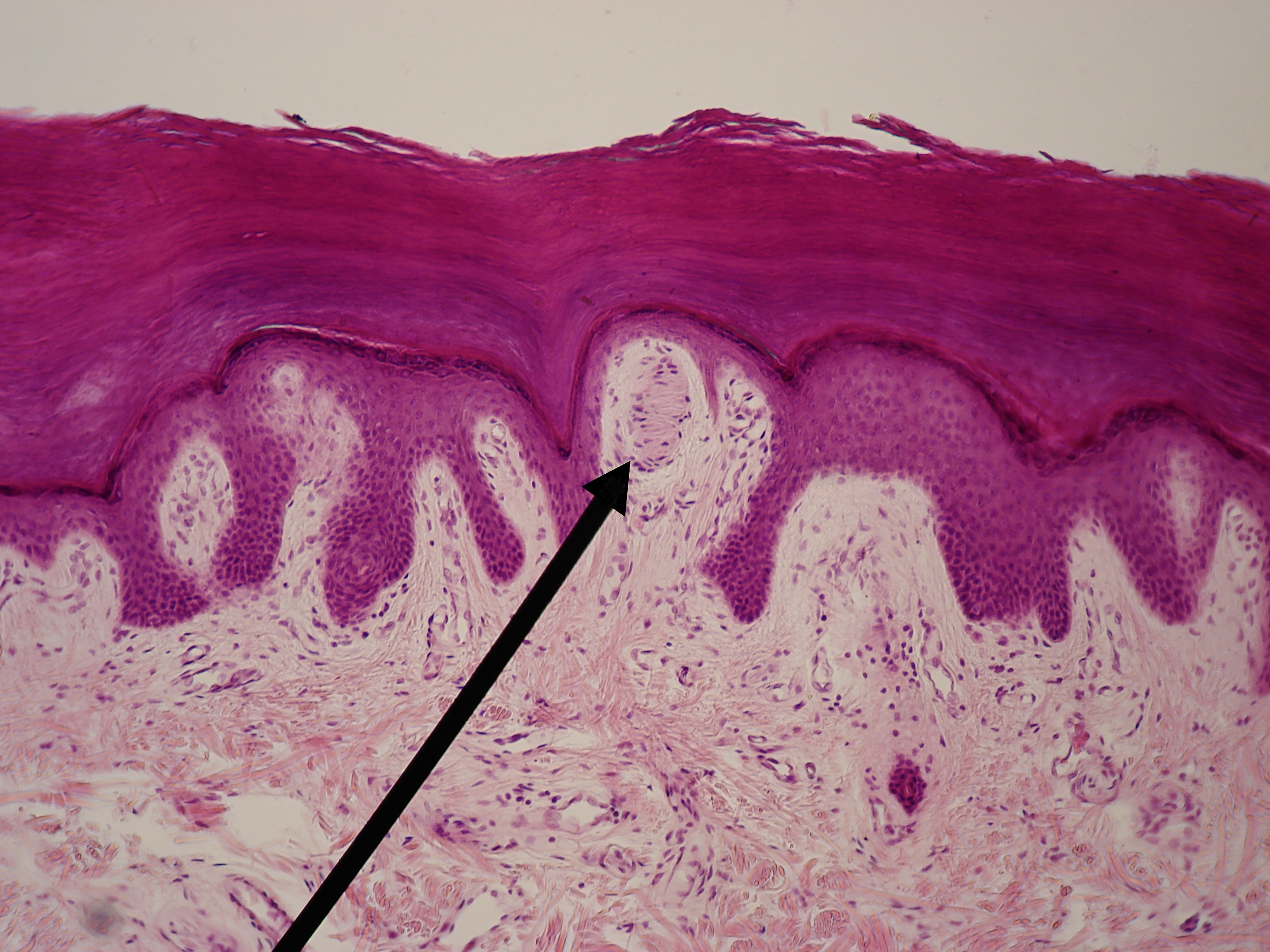
Fotomicrografía de un corpúsculo de Meissner, cien veces ampliado.

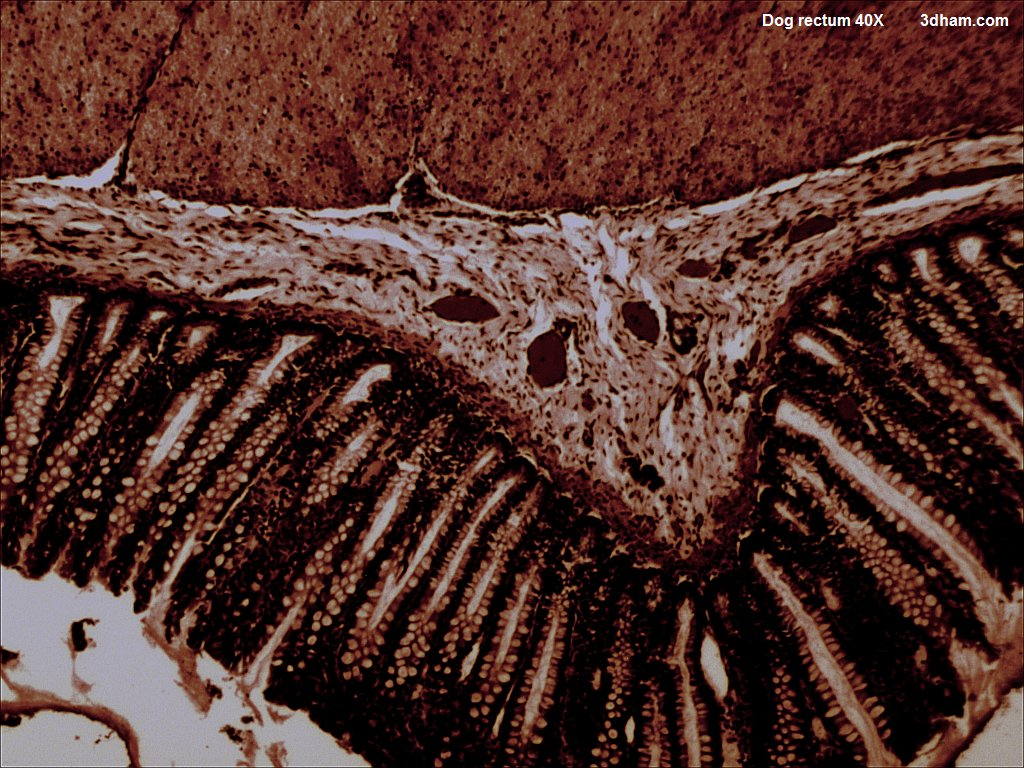
Fotomicrografía de una sección del recto de un perro, ampliada 40 veces.

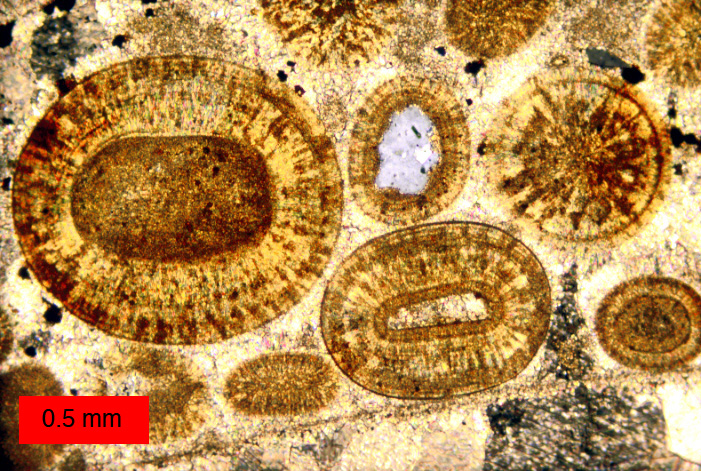
Fotomicrografía de una sección de roca caliza, con gránulos del orden de 1,2 mm de diámetro.

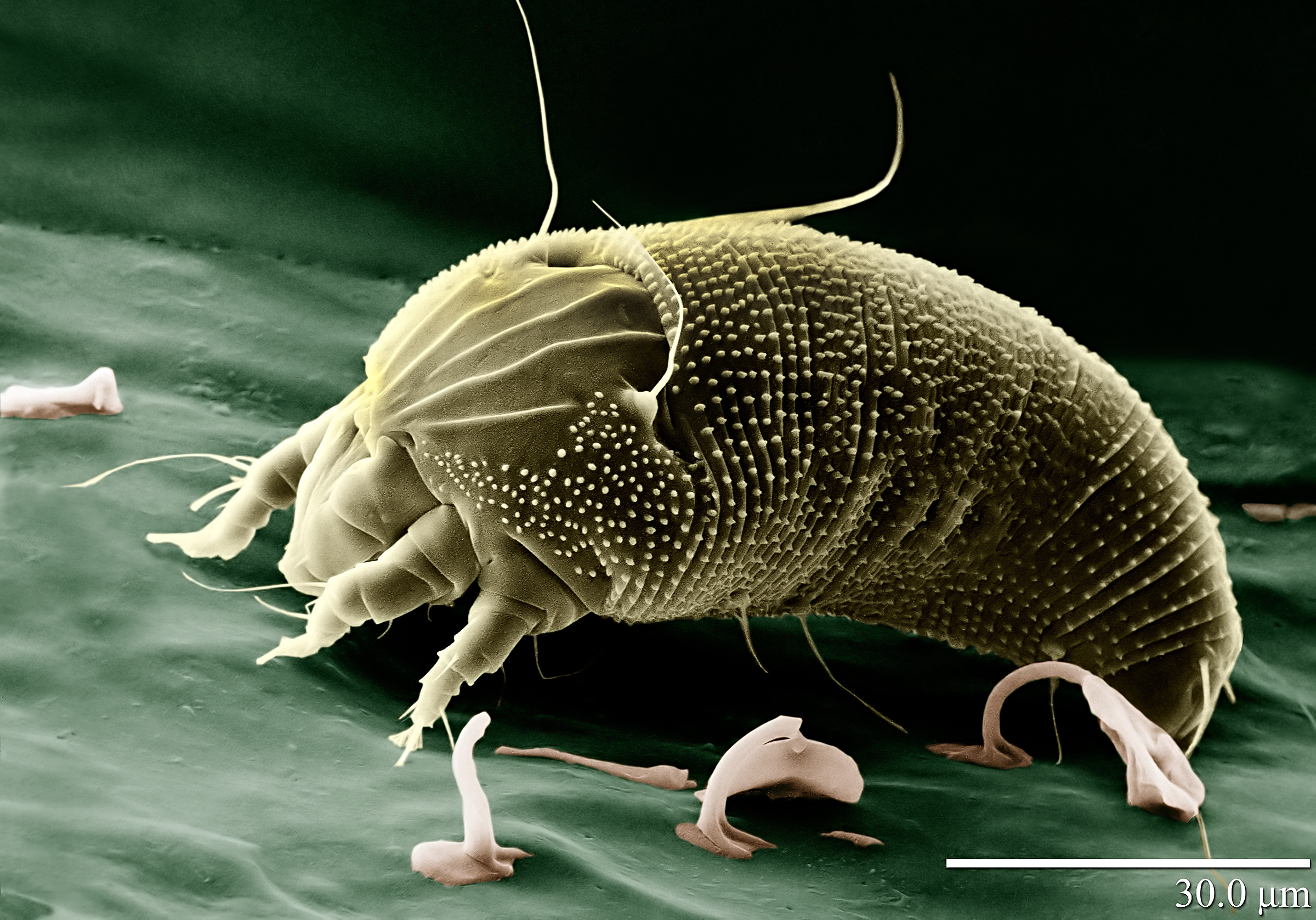
Ejemplo de una imagen obtenida mediante el microscopio electrónico.

Una micrografía  es la imagen obtenida de objetos no visibles a simple vista mediante la ayuda de instrumentos ópticos o electrónicos como lupas y microscopios. No debe confundirse con la microfotografía, que se refiere a fotografías realizadas a tamaño miniaturizado como los microfilmes.
Se llama fotografía microscópica o fotomicrografía al conjunto de técnicas fotográficas que permiten obtener esas imágenes con una ampliación mínima de diez veces. Cuando las imágenes se amplían menos se denomina macrofotografía, mientras que al proceso inverso o sea hacer fotografías a tamaño miniatura se le llama microfotografía.
La fotomicrografía se utiliza desde el siglo XIX para la investigación biológica, entre los pioneros en su uso se encuentra Roman Vishniac y hasta finales del siglo XX era habitual acoplar cámaras SLR al microscopio óptico para obtener las micrografías, sin embargo, con el desarrollo del microscopio electrónico se ha conseguido la obtención de imágenes con mayores ampliaciones y con la llegada de la fotografía digital se han desarrollado instrumentos específicos.
La aplicación científica de la fotomicrografía no se limita al estudio y diagnóstico clínico y biológico, sino que abarca campos como la metalografía y otras aplicaciones industriales.